# Större svampklobagge
Större svampklobagge (Mycetochara axillaris) är en skalbaggsart som först beskrevs av Gustaf von Paykull 1799.  Större svampklobagge ingår i släktet Mycetochara, och familjen svartbaggar. Arten är reproducerande i Sverige.